# Familia McMahon
La Familia McMahon es una familia irlandesa-estadounidense, conocida principalmente por su participación en el negocio de la lucha libre profesional. Son los fundadores, propietarios y promotores de la mayor empresa de lucha libre del mundo, WWE. Vince McMahon, promotor de lucha libre de tercera generación, fue el presidente y director general de la empresa. McMahon se unió a la empresa regional de lucha libre de su padre en 1969 y compró la promoción 13 años después. Pasó a transformar la entonces World Wrestling Federation de una operación regional a una organización global. La WWF (ahora llamada WWE) salió a bolsa en 1999 y hoy sus programas se emiten en unos 150 países y en más de 30 idiomas. La compañía también se ha ramificado en producción de películas y, aparte de WWE, en el fútbol americano, con dos encarnaciones de la XFL.

## Historia
La dinastía comenzó cuando Jess McMahon, que descendía del clan Thomond McMahon de Irlanda Occidental, comenzó a promover espectáculos de lucha libre en 1915. Murió en 1954. Jess y su hijo, Vincent J. McMahon, formaron la Capitol Wrestling Corporation en 1952, que posteriormente sería rebautizada dos veces durante su mandato (como World Wide Wrestling Federation, y luego como World Wrestling Federation). Vince Sr. tuvo dos esposas, Victoria Askew y Juanita Johnston. Cuando se retiró en 1982, su hijo de su primer matrimonio, Vince McMahon, compró el negocio y ejerció como Presidente y Director General de la compañía hasta julio de 2022, cuando se retiró como consecuencia de un escándalo sexual. La empresa se conoce ahora como World Wrestling Entertainment, Inc. (WWE) desde 2002 y Alpha Entertainment, LLC desde 2017.
Los hijos de Vince y Linda son Shane y Stephanie. Shane está casado con Marissa Mazzola, y Stephanie está casada con Paul Levesque, más conocido por su apodo de lucha libre Triple H. Stephanie y Paul tienen tres hijas llamadas Aurora Rose, Murphy Claire y Vaughn Evelyn. Shane y Marissa tienen tres hijos, Declan James, Kenyon Jesse, y Rogan Henry. Linda dejaría el cargo de directora general para presentarse como candidata al Senado de los Estados Unidos en Connecticut. Su hijo, Shane, también acabó abandonando WWE a principios de 2010 para convertirse en presidente y director ejecutivo de YOU On Demand Inc, una empresa con sede en Nueva York cuyo negocio principal está en China, pero volvería a WWE en 2016 como talento en pantalla. Vince, Stephanie y Shane son los únicos tres miembros nacidos en el seno de la familia McMahon que trabajan bajo la marca a partir de 2021, aunque cada uno de los miembros posee un 90% colectivo de las acciones de WWE a través de las acciones de clase B, que la familia controla por completo. En junio de 2016, WWE tiene una capitalización bursátil de más de 1.380 millones de dólares estadounidenses.
En diciembre de 2016, Linda fue nominada para ser la Administradora de la Administración de Pequeñas Empresas por el entonces presidente Donald Trump, y ocupó el cargo de 2017 a 2019.

## Árbol genealógico
= 
|  |  |  |  |                                       |                                       | Roderick McMahon (1844–1922)          | Roderick McMahon (1844–1922)          | Roderick McMahon (1844–1922)          | Roderick McMahon (1844–1922)          | Roderick McMahon (1844–1922)              | Roderick McMahon (1844–1922)              |                                           |                                           |                                           |                                           |                                         |                                         | Elizabeth Dowling (1846–1911)          | Elizabeth Dowling (1846–1911)          | Elizabeth Dowling (1846–1911)           | Elizabeth Dowling (1846–1911)           | Elizabeth Dowling (1846–1911)           | Elizabeth Dowling (1846–1911)           |                                         |                                         |                                 |                                 |                                       |                                       |                                       |                                       |                                        |                                        |                                        |                                        |                                        |                                        |                                       |                                       |                                       |                                       |                                  |                                  |                                      |                                      |                                      |                                      |                                      |                                      |  |  |
|  |  |  |  |                                       |                                       | Roderick McMahon (1844–1922)          | Roderick McMahon (1844–1922)          | Roderick McMahon (1844–1922)          | Roderick McMahon (1844–1922)          | Roderick McMahon (1844–1922)              | Roderick McMahon (1844–1922)              |                                           |                                           |                                           |                                           |                                         |                                         | Elizabeth Dowling (1846–1911)          | Elizabeth Dowling (1846–1911)          | Elizabeth Dowling (1846–1911)           | Elizabeth Dowling (1846–1911)           | Elizabeth Dowling (1846–1911)           | Elizabeth Dowling (1846–1911)           |                                         |                                         |                                 |                                 |                                       |                                       |                                       |                                       |                                        |                                        |                                        |                                        |                                        |                                        |                                       |                                       |                                       |                                       |                                  |                                  |                                      |                                      |                                      |                                      |                                      |                                      |  |  |
|  |  |  |  |                                       |                                       |                                       |                                       |                                       |                                       | Roderick James "Jess" McMahon (1882–1954) | Roderick James "Jess" McMahon (1882–1954) | Roderick James "Jess" McMahon (1882–1954) | Roderick James "Jess" McMahon (1882–1954) | Roderick James "Jess" McMahon (1882–1954) | Roderick James "Jess" McMahon (1882–1954) |                                         |                                         |                                        |                                        |                                         |                                         | Rose E. Davis (1891–1997)               | Rose E. Davis (1891–1997)               | Rose E. Davis (1891–1997)               | Rose E. Davis (1891–1997)               | Rose E. Davis (1891–1997)       | Rose E. Davis (1891–1997)       |                                       |                                       |                                       |                                       |                                        |                                        |                                        |                                        |                                        |                                        |                                       |                                       |                                       |                                       |                                  |                                  |                                      |                                      |                                      |                                      |                                      |                                      |  |  |
|  |  |  |  |                                       |                                       |                                       |                                       |                                       |                                       | Roderick James "Jess" McMahon (1882–1954) | Roderick James "Jess" McMahon (1882–1954) | Roderick James "Jess" McMahon (1882–1954) | Roderick James "Jess" McMahon (1882–1954) | Roderick James "Jess" McMahon (1882–1954) | Roderick James "Jess" McMahon (1882–1954) |                                         |                                         |                                        |                                        |                                         |                                         | Rose E. Davis (1891–1997)               | Rose E. Davis (1891–1997)               | Rose E. Davis (1891–1997)               | Rose E. Davis (1891–1997)               | Rose E. Davis (1891–1997)       | Rose E. Davis (1891–1997)       |                                       |                                       |                                       |                                       |                                        |                                        |                                        |                                        |                                        |                                        |                                       |                                       |                                       |                                       |                                  |                                  |                                      |                                      |                                      |                                      |                                      |                                      |  |  |
|  |  |  |  |                                       |                                       |                                       |                                       |                                       |                                       |                                           |                                           |                                           |                                           |                                           |                                           |                                         |                                         |                                        |                                        |                                         |                                         |                                         |                                         |                                         |                                         |                                 |                                 |                                       |                                       |                                       |                                       |                                        |                                        |                                        |                                        |                                        |                                        |                                       |                                       |                                       |                                       |                                  |                                  |                                      |                                      |                                      |                                      |                                      |                                      |  |  |
|  |  |  |  |                                       |                                       |                                       |                                       | Victoria H. Hanner (1920-2022)        | Victoria H. Hanner (1920-2022)        | Victoria H. Hanner (1920-2022)            | Victoria H. Hanner (1920-2022)            | Victoria H. Hanner (1920-2022)            | Victoria H. Hanner (1920-2022)            |                                           |                                           | Vincent James McMahon (1914–1984)       | Vincent James McMahon (1914–1984)       | Vincent James McMahon (1914–1984)      | Vincent James McMahon (1914–1984)      | Vincent James McMahon (1914–1984)       | Vincent James McMahon (1914–1984)       |                                         |                                         | Juanita W. Johnston (1916–1998)         | Juanita W. Johnston (1916–1998)         | Juanita W. Johnston (1916–1998) | Juanita W. Johnston (1916–1998) | Juanita W. Johnston (1916–1998)       | Juanita W. Johnston (1916–1998)       |                                       |                                       |                                        |                                        |                                        |                                        |                                        |                                        |                                       |                                       |                                       |                                       |                                  |                                  |                                      |                                      |                                      |                                      |                                      |                                      |  |  |
|  |  |  |  |                                       |                                       |                                       |                                       | Victoria H. Hanner (1920-2022)        | Victoria H. Hanner (1920-2022)        | Victoria H. Hanner (1920-2022)            | Victoria H. Hanner (1920-2022)            | Victoria H. Hanner (1920-2022)            | Victoria H. Hanner (1920-2022)            |                                           |                                           | Vincent James McMahon (1914–1984)       | Vincent James McMahon (1914–1984)       | Vincent James McMahon (1914–1984)      | Vincent James McMahon (1914–1984)      | Vincent James McMahon (1914–1984)       | Vincent James McMahon (1914–1984)       |                                         |                                         | Juanita W. Johnston (1916–1998)         | Juanita W. Johnston (1916–1998)         | Juanita W. Johnston (1916–1998) | Juanita W. Johnston (1916–1998) | Juanita W. Johnston (1916–1998)       | Juanita W. Johnston (1916–1998)       |                                       |                                       |                                        |                                        |                                        |                                        |                                        |                                        |                                       |                                       |                                       |                                       |                                  |                                  |                                      |                                      |                                      |                                      |                                      |                                      |  |  |
|  |  |  |  |                                       |                                       |                                       |                                       |                                       |                                       |                                           |                                           |                                           |                                           |                                           |                                           |                                         |                                         |                                        |                                        |                                         |                                         |                                         |                                         |                                         |                                         |                                 |                                 |                                       |                                       |                                       |                                       |                                        |                                        |                                        |                                        |                                        |                                        |                                       |                                       |                                       |                                       |                                  |                                  |                                      |                                      |                                      |                                      |                                      |                                      |  |  |
|  |  |  |  |                                       |                                       |                                       |                                       |                                       |                                       | Vincent Kennedy McMahon (nacido en 1945)  | Vincent Kennedy McMahon (nacido en 1945)  | Vincent Kennedy McMahon (nacido en 1945)  | Vincent Kennedy McMahon (nacido en 1945)  | Vincent Kennedy McMahon (nacido en 1945)  | Vincent Kennedy McMahon (nacido en 1945)  |                                         |                                         | Linda Marie Edwards (nacida en 1948)   | Linda Marie Edwards (nacida en 1948)   | Linda Marie Edwards (nacida en 1948)    | Linda Marie Edwards (nacida en 1948)    | Linda Marie Edwards (nacida en 1948)    | Linda Marie Edwards (nacida en 1948)    |                                         |                                         |                                 |                                 |                                       |                                       |                                       |                                       |                                        |                                        |                                        |                                        |                                        |                                        |                                       |                                       |                                       |                                       |                                  |                                  |                                      |                                      |                                      |                                      |                                      |                                      |  |  |
|  |  |  |  |                                       |                                       |                                       |                                       |                                       |                                       | Vincent Kennedy McMahon (nacido en 1945)  | Vincent Kennedy McMahon (nacido en 1945)  | Vincent Kennedy McMahon (nacido en 1945)  | Vincent Kennedy McMahon (nacido en 1945)  | Vincent Kennedy McMahon (nacido en 1945)  | Vincent Kennedy McMahon (nacido en 1945)  |                                         |                                         | Linda Marie Edwards (nacida en 1948)   | Linda Marie Edwards (nacida en 1948)   | Linda Marie Edwards (nacida en 1948)    | Linda Marie Edwards (nacida en 1948)    | Linda Marie Edwards (nacida en 1948)    | Linda Marie Edwards (nacida en 1948)    |                                         |                                         |                                 |                                 |                                       |                                       |                                       |                                       |                                        |                                        |                                        |                                        |                                        |                                        |                                       |                                       |                                       |                                       |                                  |                                  |                                      |                                      |                                      |                                      |                                      |                                      |  |  |
|  |  |  |  |                                       |                                       |                                       |                                       |                                       |                                       |                                           |                                           |                                           |                                           |                                           |                                           |                                         |                                         |                                        |                                        |                                         |                                         |                                         |                                         |                                         |                                         |                                 |                                 |                                       |                                       |                                       |                                       |                                        |                                        |                                        |                                        |                                        |                                        |                                       |                                       |                                       |                                       |                                  |                                  |                                      |                                      |                                      |                                      |                                      |                                      |  |  |
|  |  |  |  |                                       |                                       |                                       |                                       |                                       |                                       |                                           |                                           |                                           |                                           |                                           |                                           |                                         |                                         |                                        |                                        |                                         |                                         |                                         |                                         |                                         |                                         |                                 |                                 |                                       |                                       |                                       |                                       |                                        |                                        |                                        |                                        |                                        |                                        |                                       |                                       |                                       |                                       |                                  |                                  |                                      |                                      |                                      |                                      |                                      |                                      |  |  |
|  |  |  |  |                                       |                                       |                                       |                                       | Stephanie McMahon (nacida en 1976)    | Stephanie McMahon (nacida en 1976)    | Stephanie McMahon (nacida en 1976)        | Stephanie McMahon (nacida en 1976)        | Stephanie McMahon (nacida en 1976)        | Stephanie McMahon (nacida en 1976)        |                                           |                                           | Paul Michael Levesque (nacido en 1969)  | Paul Michael Levesque (nacido en 1969)  | Paul Michael Levesque (nacido en 1969) | Paul Michael Levesque (nacido en 1969) | Paul Michael Levesque (nacido en 1969)  | Paul Michael Levesque (nacido en 1969)  |                                         |                                         |                                         |                                         |                                 |                                 |                                       |                                       |                                       |                                       | Shane Brandon McMahon (nacido en 1970) | Shane Brandon McMahon (nacido en 1970) | Shane Brandon McMahon (nacido en 1970) | Shane Brandon McMahon (nacido en 1970) | Shane Brandon McMahon (nacido en 1970) | Shane Brandon McMahon (nacido en 1970) |                                       |                                       | Marissa Mazzola (nacida en 1973)      | Marissa Mazzola (nacida en 1973)      | Marissa Mazzola (nacida en 1973) | Marissa Mazzola (nacida en 1973) | Marissa Mazzola (nacida en 1973)     | Marissa Mazzola (nacida en 1973)     |                                      |                                      |                                      |                                      |  |  |
|  |  |  |  |                                       |                                       |                                       |                                       | Stephanie McMahon (nacida en 1976)    | Stephanie McMahon (nacida en 1976)    | Stephanie McMahon (nacida en 1976)        | Stephanie McMahon (nacida en 1976)        | Stephanie McMahon (nacida en 1976)        | Stephanie McMahon (nacida en 1976)        |                                           |                                           | Paul Michael Levesque (nacido en 1969)  | Paul Michael Levesque (nacido en 1969)  | Paul Michael Levesque (nacido en 1969) | Paul Michael Levesque (nacido en 1969) | Paul Michael Levesque (nacido en 1969)  | Paul Michael Levesque (nacido en 1969)  |                                         |                                         |                                         |                                         |                                 |                                 |                                       |                                       |                                       |                                       | Shane Brandon McMahon (nacido en 1970) | Shane Brandon McMahon (nacido en 1970) | Shane Brandon McMahon (nacido en 1970) | Shane Brandon McMahon (nacido en 1970) | Shane Brandon McMahon (nacido en 1970) | Shane Brandon McMahon (nacido en 1970) |                                       |                                       | Marissa Mazzola (nacida en 1973)      | Marissa Mazzola (nacida en 1973)      | Marissa Mazzola (nacida en 1973) | Marissa Mazzola (nacida en 1973) | Marissa Mazzola (nacida en 1973)     | Marissa Mazzola (nacida en 1973)     |                                      |                                      |                                      |                                      |  |  |
|  |  |  |  |                                       |                                       |                                       |                                       |                                       |                                       |                                           |                                           |                                           |                                           |                                           |                                           |                                         |                                         |                                        |                                        |                                         |                                         |                                         |                                         |                                         |                                         |                                 |                                 |                                       |                                       |                                       |                                       |                                        |                                        |                                        |                                        |                                        |                                        |                                       |                                       |                                       |                                       |                                  |                                  |                                      |                                      |                                      |                                      |                                      |                                      |  |  |
|  |  |  |  |                                       |                                       |                                       |                                       |                                       |                                       |                                           |                                           |                                           |                                           |                                           |                                           |                                         |                                         |                                        |                                        |                                         |                                         |                                         |                                         |                                         |                                         |                                 |                                 |                                       |                                       |                                       |                                       |                                        |                                        |                                        |                                        |                                        |                                        |                                       |                                       |                                       |                                       |                                  |                                  |                                      |                                      |                                      |                                      |                                      |                                      |  |  |
|  |  |  |  | Aurora Rose Levesque (nacida en 2006) | Aurora Rose Levesque (nacida en 2006) | Aurora Rose Levesque (nacida en 2006) | Aurora Rose Levesque (nacida en 2006) | Aurora Rose Levesque (nacida en 2006) | Aurora Rose Levesque (nacida en 2006) |                                           |                                           | Murphy Claire Levesque (nacida en 2008)   | Murphy Claire Levesque (nacida en 2008)   | Murphy Claire Levesque (nacida en 2008)   | Murphy Claire Levesque (nacida en 2008)   | Murphy Claire Levesque (nacida en 2008) | Murphy Claire Levesque (nacida en 2008) |                                        |                                        | Vaughn Evelyn Levesque (nacida en 2010) | Vaughn Evelyn Levesque (nacida en 2010) | Vaughn Evelyn Levesque (nacida en 2010) | Vaughn Evelyn Levesque (nacida en 2010) | Vaughn Evelyn Levesque (nacida en 2010) | Vaughn Evelyn Levesque (nacida en 2010) |                                 |                                 | Declan James McMahon (nacido en 2004) | Declan James McMahon (nacido en 2004) | Declan James McMahon (nacido en 2004) | Declan James McMahon (nacido en 2004) | Declan James McMahon (nacido en 2004)  | Declan James McMahon (nacido en 2004)  |                                        |                                        | Kenyon Jesse McMahon (nacido en 2006)  | Kenyon Jesse McMahon (nacido en 2006)  | Kenyon Jesse McMahon (nacido en 2006) | Kenyon Jesse McMahon (nacido en 2006) | Kenyon Jesse McMahon (nacido en 2006) | Kenyon Jesse McMahon (nacido en 2006) |                                  |                                  | Rogan Henry McMahon (nacido en 2010) | Rogan Henry McMahon (nacido en 2010) | Rogan Henry McMahon (nacido en 2010) | Rogan Henry McMahon (nacido en 2010) | Rogan Henry McMahon (nacido en 2010) | Rogan Henry McMahon (nacido en 2010) |  |  |

## Títulos de trabajo de McMahon
- Vince McMahon - Expresidente y director general de WWE
- Linda McMahon - Presidenta de America First Policies, ex Administradora de la Administración de Pequeñas Empresas, ex director general de WWE
- Stephanie McMahon - Presidenta y codirectora general de WWE, ex directora de marca de WWE.
- Shane McMahon - Vicepresidente ejecutivo del Consejo de Administración de Ideanomics; propietario minoritario de WWE.